# 国際生物漢方研究学会
国際生物漢方研究學会（こくさいせいぶつかんぽうけんきゅうがっかい）は、主に、生命科学・生物学・東洋医学、医師に従事する、大学・医療現場の研究者、その学問に関心を持つ人々の学会。2001年から日本で成立した。
アジアおよび日本に於いて学術交流・課題検討・研究成果発表の場として活動。主に最新医療技術の交流、学習、研究および臨床を中心に研讃をすることを目的とする。各種学術交流会、地域医療、健康情報検討会、その他の医学学会の学術交流、発表会などを開催する。
支部会員は、日本、台湾、マカオ、香港、マレーシア。

## 主な活動
- 2001年 - 台湾第一回総会：I・B・C国際生物抗癌代替療法研討会（台北師範大学国際会議センターにて）第一回総会の司会者は台湾国民党中央委員会幹事長の蔣孝厳先生であった[4]。
- 2003年 - 東京理事会、学術会議　東京ホテル銀座ラフィナート[5]。
- 2003年 - マカオ特別会議：最新白血病治療学術講演会、主催者マカオ血液腫瘍科医学会、澳門医師公会、市立仁佐爵総合病院血液腫瘍センター、本会澳門支部。参加者は香港、澳門、日本と台湾各病院医師、研究者と各会員など130人が参加した。（会場:マカオ豪キンホテル）Macau Post daily、澳門日報2003年3月31日[6]。
- 2003年 - マカオ特別会議：SARSの予防と治療緊急講演会主催者マカオ薬剤師協会、本会マカオ支部、メンバーは理事会会員、政府衛生関係者、場所（マカオ薬剤師協会内理事会2003年5月3日。一般講演会は5月4日に行われた、場所はマカオ競馬会大会議センター、政府衛生署担当、各病院医師、記者など300人前後が参加）[7][8]。
- 2005年 - マカオ総会：研究情報交換会、表彰会  主催者:澳門特別行政区医師連合会、澳門血液腫瘍科医学会、澳門薬剤師協会、澳門漢方工業連合会、国際生物漢方研究學会澳門支部、後援:澳門科学技術大学東洋薬研究センター　場所（澳門リスボンホテル、マカオ国際センターにて）[9][10][11][12][13]。
- 2006年 - 台湾総会：アメリカ・日本・中国・台湾など多く研究者の交流講演会、主催者:台湾支部、台湾健康食品協会（台北園山ホテルにて）。
- 2007年 - 香港交流会：医師、大学研究者による免疫学研究会、主催者:香港支部（香港にて）。
- 2010年 - マレーシア総会：機能性健康食品についての研究発表主催者:マレーシア支部、台湾「健康100」雑誌社[14]（クアラルンプール国際センターにて）。
- 2011年 - アジア総会：各地の癌治療現場の医療関係者による報告会、2011年10月20日（珠海、にて）[15]
- 2011年 - マカオ國際中西醫藥腫瘤治療サミット会議が開かれ、学術発表、研究成果と功労者に表揚授賞式が行った[16]。[17][18]。
- 2015年から会員メンバーにより學会大型活動開催は暫停中。

## 主なメンバー
- 蔣孝嚴- 栄誉会長。[19]2001年第一回台北国際医学会総会の司会者、前台湾総統府秘書長、前中国国民党中央委員会幹事長[20]
- 山內俊夫 - 名誉會長,日本福田内閣文部科技副大臣、前日本新党事務総長[21]
- 瀬良張一 - 会長 東京大学大学院 農学博士 生物学研究者 雲南大学客員教授
- 戴峰  - 　中村総合科学研究所主任研究員、理学、生物医学研究家、 南台科技大学（台湾）客員教授
- 楊世益 - 台湾梅花ライオンズクラブ会長 台湾健康食品協会初代会長
- 宋建生 - 成人内科臨床主任医師(内科全般)、名誉医学博士、国家認定医師, 老化と細胞営養に深く関係理論研究者。[22][23]
- Y.Qianzhi - 医学博士.教授、中国薬科大学主任教授。
- 陳廼志 - 医学院士、マカオ血液腫瘍科医学会会長、アメリカ內科医学院榮授院士 、欧州腫瘍內科医学会医師 Member of European Society for Medical Oncolgy、マカオ公立山頂病院血液腫瘍センター主任[24][25][26]。
- 翁明嘉 - （研究界友人）前蔣介石夫人（Madame Chiang Kai-shek）宋美齢の随身仕衛官、中国漢方宮廷養生学研究
- 張泓真 - 医学博士、薬理監督[27]